# Одерматт, Марко
Ма́рко О́дерматт (нем. Marco Odermatt; 8 октября 1997) — швейцарский горнолыжник, олимпийский чемпион 2022 года в гигантском слаломе, трёхкратный чемпион мира, 4-кратный обладатель Кубка мира в общем зачёте (2021/22, 2022/23 и 2023/24, 2024/25), шестикратный чемпион мира среди юниоров. Специализируется в супергиганте, скоростном спуске и гигантском слаломе. Лидирует среди всех швейцарских горнолыжников по количеству выигранных этапов мужского Кубка мира. Занимает третьи места по победам на этапах мужского Кубка мира в супергиганте и гигантском слаломе.

## Карьера

### Первые сезоны
В 2016 году на чемпионате мира среди юниоров в Сочи он одержал победу на трассе гигантского слалома и получил право выступить в финале Кубка мира. 19 марта 2016 года в Санкт-Морице он дебютировал в Кубке мира.
На чемпионате мира среди юниоров 2018 года в Давосе он завоевал пять золотых медалей: в скоростном спуске, в супергиганте, в гигантском слаломе, в комбинации и в командных соревнованиях. Он установил новый рекорд: ранее никто не выигрывал пять золотых медалей на одном и том же чемпионате мира среди юниоров.
На чемпионате мира 2019 года в Швеции швейцарец в супергиганте показал 12-й результат, а в гигантском слаломе — 10-й.
В сезоне 2018/2019, 9 марта 2019 года, на этапе в Словении в гигантском слаломе он финишировал с третьем временем — это первый подиум швейцарского горнолыжника. Через неделю на финале кубка мира в Андорре он становится вторым призёром в гигантском слаломе.
6 декабря 2019 года в американском Бивер-Крике на трассе супергиганта он одерживает первую свою победу на этапах Кубка мира в карьере.

### Сезон 2020/21
Настоящий прорыв в карьере Одерматта произошёл в сезоне 2020/21. Марко 9 раз поднимался на призовой подиум на этапах Кубка мира (6 раз в гигантском слаломе и трижды в супергиганте), в том числе выиграв три старта. По итогам сезона Марко занял второе место в зачёте супергиганта и гигантского слалома, а также второе место (1191 очко) в общем зачёте Кубка мира, уступив только французу Алексису Пентюро (1436 очков).
14 февраля 2021 года швейцарец был близок к своей первой медали на чемпионатах мира, но на трассе в Кортине-д’Ампеццо занял 4-е место в не профильном для себя скоростном спуске (поделив его с Домиником Парисом). В супергиганте Марко остался только 11-м (0,96 сек проигрыша чемпиону), а в гигантском слаломе, где он считался одним из фаворитов, не сумел финишировать в первой попытке. В параллельном гигантском слаломе, который впервые проводился на чемпионатах мира, в 1/8 финала Марко проиграл всего 0,01 сек итальянцу Луке Де Алипрандини.

### Сезон 2021/22: победа в Кубке мира и олимпийское золото в гигантском слаломе
В сезоне 2021/22 Марко продолжил успешные выступления, уже к новому году он выиграл столько же этапов Кубка мира, сколько за всю карьеру до этого. В октябре на первом этапе сезона швейцарец победил в гигантском слаломе в австрийском Зёльдене. В начале декабря был лучшим в супергиганте в американском Бивер-Крике (0,78 сек преимущества над вторым местом), а через 9 дней выиграл гигантский слалом в Валь-д’Изере (только Пентюро проиграл Одерматту менее 1,2 сек). Спустя ещё 9 дней Марко выиграл гигантский слалом на этапе в Италии с преимуществом более секунды над всеми соперниками. 28 декабря в итальянском Бормио в первые в карьере стал призёром этапа Кубка мира в скоростном спуске, уступив только Доминику Парису. В январе 2022 года Одерматт выиграл два этапа Кубка мира в Швейцарии: 8 января гигантский слалом в Адельбодене, а 13 января — супергигант в Венгене. Победа в Венгене стала 10-й для Одерматта на этапах Кубка мира.
13 февраля Одерматт выиграл золото в гигантском слаломе на Олимпийских играх в Пекине, на 0,19 сек опередив Жана Краньеца, все остальные проиграли Одерматту более 1,3 сек. В супергиганте, где Одерматт рассматривался как претендент на награды, не сумел финишировать, а в скоростном спуске занял седьмое место.
12 марта занял второе место в гигантском слаломе в Краньской-Горе и обеспечил себе победу в зачёте этой дисциплины в Кубке мира. 16 марта занял второе место в скоростном спуске на финальном этапе Кубка мира в Куршевеле и гарантировал себе победу в общем зачёте Кубка мира. Одерматт стал первым с 2010 года швейцарцем, выигравшим общий зачёт Кубка мира.

### Сезон 2022/23: два золота на чемпионате мира, победа в Кубке мира
Осенью Одерматт выиграл на этапах Кубка мира гигантский слалом в Зёльдене (23 октября) и супергигант в Лейк-Луизе (27 ноября). В начале декабря в американском Бивер-Крике был вторым в супергиганте и скоростном спуске, оба раза уступив Александеру Омодту Кильде. 10 и 19 декабря Одерматт выиграл два этапа Кубка мира в гигантском слаломе. Всего к Рождеству Марко становился призёром 9 из 12 проведённых этапов Кубка мира (4 победы, 3 вторых места и 2 третьих места). 29 декабря Одерматт выиграл супергигант в Бормио, только Винцент Крихмайр проиграл Одерматту менее 1,2 сек.
В первой половине января 2023 года выиграл гигантский слалом в Адельбодене (только Кристофферсен проиграл Одерматту менее 1,6 сек), а также стал призёром этапа Кубка мира в Венгене в скоростном спуске и супергиганте. 28 и 29 января Одерматт выиграл два супергиганта в Кортине-д’Ампеццо.
12 февраля выиграл золото в скоростном спуске на чемпионате мира в Куршевеле, опередив на 0,48 сек Александера Омодта Кильде. Одерматт до этой победы ни разу не выигрывал скоростной спуск на этапах Кубка мира. 17 февраля выиграл золото чемпионата мира в гигантском слаломе, опередив Лоика Мейяра и Марко Шварца. Одерматт стал единственным горнолыжником, выигравшим более одной золотой медали на чемпионате мира 2023 года.
5 марта выиграл супергигант в Аспене, опередив на 0,05 сек Андреаса Зандера. Одерматт стал 25-м горнолыжником-мужчиной в истории, выигравшим не менее 20 этапов Кубка мира за карьеру.
11 марта обеспечил себе победу в общем зачёте Кубка мира. 16 марта выиграл супергигант на финальном этапе Кубка мира в Сольдеу. Это была 12-я победа Одерматта за сезон, ранее за всю карьеру он выиграл 11 этапов. Одерматт выиграл 10-й супергигант на этапах Кубка мира, он вышел на 4-е место в истории среди мужчин, сравнявшись с Марком Жирарделли. Одерматт стал вторым горнолыжником в истории после Хермана Майера, выигравшим не менее 10 этапов Кубка мира и в супергиганте, и в гигантском слаломе. Также это было 50-е попадание в тройку лучших на этапах Кубка мира за карьеру. 18 марта выиграл гигантский слалом в Сольдеу. Одерматт установил рекорд по набранным очкам за один сезон в истории мужского Кубка мира (2042), на 42 очка превзойдя достижение Хермана Майера в сезоне 2000/01. Также Одерматт заработал рекордные 941 200 швейцарских франков призовых. 13 побед за сезон стали повторением рекорда мужского Кубка мира, который ранее установили Ингемар Стенмарк (1978/79), Херман Майер (2000/01) и Марсель Хиршер (2017/18).

### Сезон 2023/24: третья подряд победа в Кубке мира
9 декабря выиграл гигантский слалом в Валь-д’Изере (только Марко Шварц проиграл менее 1,3 сек), это была 25-я победа Одерматта на этапах Кубка мира. Он вышел на чистое второе место среди швейцарцев по победам на этапах мужского Кубка мира, больше выигрывал только Пирмин Цурбригген (40). 17 декабря выиграл гигантский слалом в Альта-Бадии, опередив на 0,19 сек Филипа Зубчича. Все остальные отстали более чем на 2,2 сек.
11 января 2024 года в Венгене впервые выиграл скоростной спуск на этапе Кубка мира, опередив Сиприена Сарразена на 0,58 сек. До этого Одерматт 8 раз занимал второе место в скоростном спуске. В целом эта победа стала 30-й для Одерматта на этапах Кубка мира, он стал 12-м горнолыжником в истории мужского Кубка мира, достигшим этой отметки. 13 января там же в Венгене Одерматт вновь выиграл скоростной спуск. При этом только тот же Сарразен (0,59 сек отставания) проиграл Одерматту менее 1,9 сек. Одерматт вышел на 11-е место в истории Кубка мира по общему количеству побед и на второе среди действующих горнолыжников, опередив Хенрика Кристофферсена. В конце января выиграл гигантский слалом в Шладминге и супергигант в Гармиш-Партенкирхене. В феврале выиграл гигантский слалом в Банско и Палисадес Тахо. В начале марта выиграл два гигантских слалома в Аспене. Таким образом, выиграл 9 подряд этапов Кубка мира в гигантском слаломе со старта сезона, а с учётом сезона 2022/23 победная серия Одерматта в гигантском слаломе составила 12 этапов. Всего в сезонах 2021/22, 2022/23 и 2023/24 Одерматт 28 раз выходил на старт гигантского слалома (один этап он пропустил) и 28 раз поднимался на подиум — 23 победы, 3 вторых места и 2 третьих места. 16 марта на финальном этапе Кубка мира в Зальбахе мог выиграть 10-й из 10 гигантских слаломов сезона, но не финишировал во второй попытке.
Всего из 35 стартов сезона 20 раз поднимался на подиум и одержал 13 побед. Если не учитывать 10 этапов в слаломе, в котором Одерматт не выступал, то он выиграл 13 из 25 стартов. Одерматт набрал 1947 очков и на 874 очка опередил занявшего второе место Лоика Мейяра. Одерматт третий раз в карьере выиграл Кубок мира в общем зачёте и зачёте гигантского слалома, второй раз в зачёте супергиганта и первый раз в зачёте скоростного спуска. Также он вышел на первое место по победам на этапах Кубка мира среди действующих горнолыжников, опередив Алексиса Пентюро.

### Сезон 2024/25: золото чемпионата мира в супергиганте, 4-я подряд победа в Кубке мира
6 декабря 2024 года стал вторым в скоростном спуске в Бивер-Крике, уступив 0,20 сек Жюстену Мюризье, а на следующий день победил там же в супергиганте. 14 декабря выиграл гигантский слалом в Валь-д’Изере, всего на 0,08 сек опередив Патрика Фойрштайна (Одерматт ошибся во второй попытке, но всё же сумел удержать лидерство после первой). Ранее в первых двух гигантских слаломах сезона в Зальбахе и Бивер-Крике не сумел финишировать. 20 декабря занял третье место в супергиганте в Валь-Гардене, а на следующий день там же выиграл скоростной спуск. Одерматт сравнялся по количеству выигранных этапов Кубка мира (по 40) с Пирмином Цурбриггеном, лучшим среди швейцарцев. 22 декабря выиграл гигантский слалом в Альта-Бадии и стал лидером среди швейцарских горнолыжников по победам в Кубке мира. Также этот этап стал 25-м победным для Одерматта в гигантском слаломе, он вышел на чистое третье место в этой дисциплине, опередив Теда Лигети, уступая только Ингемару Стенмарку и Марселю Хиршеру.
7 февраля выиграл золото в супергиганте на чемпионате мира в Зальбахе, серебряный призёр Рафаэль Хазер отстал от Одерматта ровно на секунду. 9 февраля в скоростном спуске Одерматт достаточно неожиданно остался без медали, заняв пятое место. В гигантском слаломе Одерматт также неожиданно не смог завоевать медаль — 4-е место и 0,07 сек проигрыша бронзовому призёру Лоику Мейяру.
Всего в Кубке мира одержал за сезон 8 побед и ещё 8 раз занимал второе или третье место. Набрав 1721 очко Одерматт с большим преимуществом 4-й раз подряд выиграл общий зачёт Кубка мира, на 605 очков опередив Хенрика Кристофферсена. Также Одерматт 4-й раз подряд выиграл зачёт гигантского слалома, третий раз подряд — зачёт супергиганта и второй раз подряд — зачёт скоростного спуска.

## Результаты на крупнейших соревнованиях

### Олимпийские игры
| Олимпийские игры | Скоростной спуск | Супергигант | Гигантский слалом | Слалом | Комбинация | Команды |
| ---------------- | ---------------- | ----------- | ----------------- | ------ | ---------- | ------- |
| 2022 Пекин       | 7                | DNF         | 1                 | —      | —          | —       |

### Чемпионаты мира
| Чемпионат мира         | Скоростной спуск | Супергигант | Гигантский слалом | Слалом | Комбинация | Команды | Паралл. гигантский слалом |
| ---------------------- | ---------------- | ----------- | ----------------- | ------ | ---------- | ------- | ------------------------- |
| 2019 Оре               | —                | 12          | 10                | —      | —          | —       | н/д                       |
| 2021 Кортина-д’Ампеццо | 4                | 11          | DNF1              | —      | —          | —       | 11                        |
| 2023 Куршевель         | 1                | 4           | 1                 | —      | DSQ SG     | —       | —                         |
| 2025 Зальбах           | 5                | 1           | 4                 | —      | —          | —       | н/д                       |

### Кубок мира
- Общий зачёт — 4 раза: 2021/22, 2022/23, 2023/24, 2024/25
- Гигантский слалом — 4 раза: 2021/22, 2022/23, 2023/24, 2024/25
- Супергигант — 3 раза: 2022/23, 2023/24, 2024/25
- Скоростной спуск — 2 раза: 2023/24, 2024/25

#### Подиумы на этапах Кубка мира (88)
45 победы + 27 вторых места + 16 третьих мест

Гигантский слалом — 42 (26+9+7), супергигант — 25 (15+5+5), скоростной спуск — 21 (4+13+4)
| №  | Сезон   | Дата         | Место проведения         | Дисциплина             | Место |
| -- | ------- | ------------ | ------------------------ | ---------------------- | ----- |
| 1  | 2018/19 | 9 мар 2019   | Краньска-Гора            | Гигантский слалом (1)  | 3     |
| 2  | 2018/19 | 16 мар 2019  | Сольдеу                  | Гигантский слалом (2)  | 2     |
| 3  | 2019/20 | 6 дек 2019   | Бивер-Крик               | Супергигант (1)        | 1     |
| 4  | 2019/20 | 22 фев 2020  | Юдзава-Наэба             | Гигантский слалом (3)  | 2     |
| 5  | 2020/21 | 18 окт 2020  | Зёльден                  | Гигантский слалом (4)  | 2     |
| 6  | 2020/21 | 5 дек 2020   | Санта-Катерина Вальфурва | Гигантский слалом (5)  | 3     |
| 7  | 2020/21 | 7 дек 2020   | Санта-Катерина Вальфурва | Гигантский слалом (6)  | 1     |
| 8  | 2020/21 | 8 янв 2021   | Адельбоден               | Гигантский слалом (7)  | 3     |
| 9  | 2020/21 | 25 янв 2021  | Кицбюэль                 | Супергигант (2)        | 2     |
| 10 | 2020/21 | 6 фев 2021   | Гармиш-Партенкирхен      | Супергигант (3)        | 3     |
| 11 | 2020/21 | 28 фев 2021  | Банско                   | Гигантский слалом (8)  | 2     |
| 12 | 2020/21 | 7 мар 2021   | Зальбах-Хинтерглемм      | Супергигант (4)        | 1     |
| 13 | 2020/21 | 13 мар 2021  | Краньска-Гора            | Гигантский слалом (9)  | 1     |
| 14 | 2021/22 | 24 окт 2021  | Зёльден                  | Гигантский слалом (10) | 1     |
| 15 | 2021/22 | 2 дек 2021   | Бивер-Крик               | Супергигант (5)        | 1     |
| 16 | 2021/22 | 3 дек 2021   | Бивер-Крик               | Супергигант (6)        | 2     |
| 17 | 2021/22 | 11 дек 2021  | Валь-д’Изер              | Гигантский слалом (11) | 1     |
| 18 | 2021/22 | 19 дек 2021  | Альта-Бадия              | Гигантский слалом (12) | 2     |
| 19 | 2021/22 | 20 дек 2021  | Альта-Бадия              | Гигантский слалом (13) | 1     |
| 20 | 2021/22 | 28 дек 2021  | Бормио                   | Скоростной спуск (1)   | 2     |
| 21 | 2021/22 | 8 янв 2022   | Адельбоден               | Гигантский слалом (14) | 1     |
| 22 | 2021/22 | 13 янв 2022  | Венген                   | Супергигант (7)        | 1     |
| 23 | 2021/22 | 14 янв 2022  | Венген                   | Скоростной спуск (2)   | 2     |
| 24 | 2021/22 | 23 янв 2022  | Кицбюэль                 | Скоростной спуск (3)   | 2     |
| 25 | 2021/22 | 12 мар 2022  | Краньска-Гора            | Гигантский слалом (15) | 2     |
| 26 | 2021/22 | 13 мар 2022  | Краньска-Гора            | Гигантский слалом (16) | 3     |
| 27 | 2021/22 | 16 мар 2022  | Куршевель                | Скоростной спуск (4)   | 2     |
| 28 | 2021/22 | 17 мар 2022  | Куршевель                | Супергигант (8)        | 2     |
| 29 | 2021/22 | 19 мар 2022  | Мерибель                 | Гигантский слалом (17) | 1     |
| 30 | 2022/23 | 23 окт 2022  | Зёльден                  | Гигантский слалом (18) | 1     |
| 31 | 2022/23 | 26 ноя 2022  | Лейк-Луиз                | Скоростной спуск (5)   | 3     |
| 32 | 2022/23 | 27 ноя 2022  | Лейк-Луиз                | Супергигант (9)        | 1     |
| 33 | 2022/23 | 3 дек 2022   | Бивер-Крик               | Скоростной спуск (6)   | 2     |
| 34 | 2022/23 | 4 дек 2022   | Бивер-Крик               | Супергигант (10)       | 2     |
| 35 | 2022/23 | 10 дек 2022  | Валь-д’Изер              | Гигантский слалом (19) | 1     |
| 36 | 2022/23 | 16 дек 2022  | Валь-Гардена             | Скоростной спуск (7)   | 2     |
| 37 | 2022/23 | 18 дек 2022  | Альта-Бадия              | Гигантский слалом (20) | 3     |
| 38 | 2022/23 | 19 дек 2022  | Альта-Бадия              | Гигантский слалом (21) | 1     |
| 39 | 2022/23 | 29 дек 2022  | Бормио                   | Супергигант (11)       | 1     |
| 40 | 2022/23 | 7 янв 2023   | Адельбоден               | Гигантский слалом (22) | 1     |
| 41 | 2022/23 | 13 янв 2023  | Венген                   | Супергигант (12)       | 3     |
| 42 | 2022/23 | 14 янв 2023  | Венген                   | Скоростной спуск (8)   | 2     |
| 43 | 2022/23 | 28 янв 2023  | Кортина-д’Ампеццо        | Супергигант (13)       | 1     |
| 44 | 2022/23 | 29 янв 2023  | Кортина-д’Ампеццо        | Супергигант (14)       | 1     |
| 45 | 2022/23 | 25 фев 2023  | Палисадес Тахо           | Гигантский слалом (23) | 2     |
| 46 | 2022/23 | 4 мар 2023   | Аспен                    | Скоростной спуск (9)   | 3     |
| 47 | 2022/23 | 5 мар 2023   | Аспен                    | Супергигант (15)       | 1     |
| 48 | 2022/23 | 11 мар 2023  | Краньска-Гора            | Гигантский слалом (24) | 1     |
| 49 | 2022/23 | 12 мар 2023  | Краньска-Гора            | Гигантский слалом (25) | 1     |
| 50 | 2022/23 | 16 мар 2023  | Сольдеу                  | Супергигант (16)       | 1     |
| 51 | 2022/23 | 18 мар 2023  | Сольдеу                  | Гигантский слалом (26) | 1     |
| 52 | 2023/24 | 9 дек 2023   | Валь-д’Изер              | Гигантский слалом (27) | 1     |
| 53 | 2023/24 | 14 дек 2023  | Валь-Гардена             | Скоростной спуск (10)  | 3     |
| 54 | 2023/24 | 15 дек 2023  | Валь-Гардена             | Супергигант (17)       | 3     |
| 55 | 2023/24 | 17 дек 2023  | Альта-Бадия              | Гигантский слалом (28) | 1     |
| 56 | 2023/24 | 18 дек 2023  | Альта-Бадия              | Гигантский слалом (29) | 1     |
| 57 | 2023/24 | 28 дек 2023  | Бормио                   | Скоростной спуск (11)  | 2     |
| 58 | 2023/24 | 29 дек 2023  | Бормио                   | Супергигант (18)       | 1     |
| 59 | 2023/24 | 6 янв 2024   | Адельбоден               | Гигантский слалом (30) | 1     |
| 60 | 2023/24 | 11 янв 2024  | Венген                   | Скоростной спуск (12)  | 1     |
| 61 | 2023/24 | 12 янв 2024  | Венген                   | Супергигант (19)       | 2     |
| 62 | 2023/24 | 13 янв 2024  | Венген                   | Скоростной спуск (13)  | 1     |
| 63 | 2023/24 | 19 янв 2024  | Кюцбюэль                 | Скоростной спуск (14)  | 3     |
| 64 | 2023/24 | 20 янв 2024  | Кюцбюэль                 | Скоростной спуск (15)  | 2     |
| 65 | 2023/24 | 23 янв 2024  | Шладминг                 | Гигантский слалом (31) | 1     |
| 66 | 2023/24 | 28 янв 2024  | Гармиш-Партенкирхен      | Супергигант (20)       | 1     |
| 67 | 2023/24 | 10 фев 2024  | Банско                   | Гигантский слалом (32) | 1     |
| 68 | 2023/24 | 18 фев 2024  | Квитфьелль               | Супергигант (21)       | 3     |
| 69 | 2023/24 | 24 фев 2024  | Палисадес Тахо           | Гигантский слалом (33) | 1     |
| 70 | 2023/24 | 1 марта 2024 | Аспен                    | Гигантский слалом (34) | 1     |
| 71 | 2023/24 | 2 марта 2024 | Аспен                    | Гигантский слалом (35) | 1     |
| 72 | 2024/25 | 6 дек 2024   | Бивер-Крик               | Скоростной спуск (16)  | 2     |
| 73 | 2024/25 | 7 дек 2024   | Бивер-Крик               | Супергигант (22)       | 1     |
| 74 | 2024/25 | 14 дек 2024  | Валь-д’Изер              | Гигантский слалом (36) | 1     |
| 75 | 2024/25 | 20 дек 2024  | Валь-Гардена             | Супергигант (23)       | 3     |
| 76 | 2024/25 | 21 дек 2024  | Валь-Гардена             | Скоростной спуск (17)  | 1     |
| 77 | 2024/25 | 22 дек 2024  | Альта-Бадия              | Гигантский слалом (37) | 1     |
| 78 | 2024/25 | 12 янв 2025  | Адельбоден               | Гигантский слалом (38) | 1     |
| 79 | 2024/25 | 18 янв 2025  | Венген                   | Скоростной спуск (18)  | 1     |
| 80 | 2024/25 | 24 янв 2025  | Кицбюэль                 | Супергигант (24)       | 1     |
| 81 | 2024/25 | 28 янв 2025  | Шладминг                 | Гигантский слалом (39) | 3     |
| 82 | 2024/25 | 22 фев 2025  | Кран-Монтана             | Скоростной спуск (19)  | 2     |
| 83 | 2024/25 | 23 фев 2025  | Кран-Монтана             | Супергигант (25)       | 1     |
| 84 | 2024/25 | 1 март 2025  | Краньска-Гора            | Гигантский слалом (40) | 3     |
| 85 | 2024/25 | 7 мар 2025   | Квитфьелль               | Скоростной спуск (20)  | 2     |
| 86 | 2024/25 | 8 мар 2025   | Квитфьелль               | Скоростной спуск (21)  | 2     |
| 87 | 2024/25 | 15 мар 2025  | Хафьель                  | Гигантский слалом (41) | 2     |
| 88 | 2024/25 | 26 мар 2025  | Сан-Валли                | Гигантский слалом (42) | 2     |